# Principio de bivalencia
En lógica, el principio semántico o ley de bivalencia establece que cada frase declarativa que expresa una proposición (de una teoría que se inspecciona) tiene exactamente un valor de verdad, ya sea cierta o falsa. La forma lógica de satisfacer este principio se llama lógica de dos valores o lógica bivalente.
En la lógica formal, el principio de bivalencia deviene una propiedad que una semántica puede o no poseer. Aunque no es lo mismo que la ley de medio excluido, en semántica puede satisfacer a esta sin ser bivalente.
El principio de bivalencia se estudia en lógica filosófica para abordar la cuestión de qué estados del lenguaje natural tienen un valor de verdad bien definido. Frases las cuales pronostican acontecimientos en el futuro, frases autorreferenciales, y frases que parecen abiertas a interpretación, son particularmente difícil para aquellos filósofos que sostienen que la lógica binaria se aplica a todas las declaraciones de lengua natural declarativas. La Lógica plurivalente formalizó la idea de que una caracterización realista de la idea de consecuencia requiere la admisión de premisas qué, a causa de la vaguedad, indeterminación temporal o cuántica, o en referencia al fallo, no pueden ser consideradas bivalentes en el sentido clásico. Los errores de referencia también pueden ser abordados por lógicas libres. Se han propuesto la lógica difusa y otras lógicas multivaluadas como alternativas a la lógica bivalente, donde la verdad y la falsedad se dan en distintos grados, que adoptan infinitos valores reales entre el 0 y el 1.

## Lecturas recomendadas
- Devidi, D.; Solomon, G. (1999). «On Confusions About Bivalence and Excluded Middle». Dialogue (en francés) 38 (4): 785-799. doi:10.1017/S0012217300006715. (4): 785–799. doi:10.1017/S0012217300006715.
- Betti Arianna (2002). The Incomplete Story of Łukasiewicz and Bivalence en T. Childers (ed.) The Logica 2002 Anuario, Praga: The Czech Academy of Sciences-Filosofia, pp. 21-26
- Jean-Yves Béziau (2003). Bivalence, excluded middle and non contradiction, en The Logica Yearbook 2003, L.Behounek (ed), Academy of Sciences, Praga, pp. 73–84.
- Font, J. M. (2009). «Taking Degrees of Truth Seriously». Studia Logica 91 (3): 383-406. doi:10.1007/s11225-009-9180-7.